# St. Alfons Maria von Liguori (Maßbach)

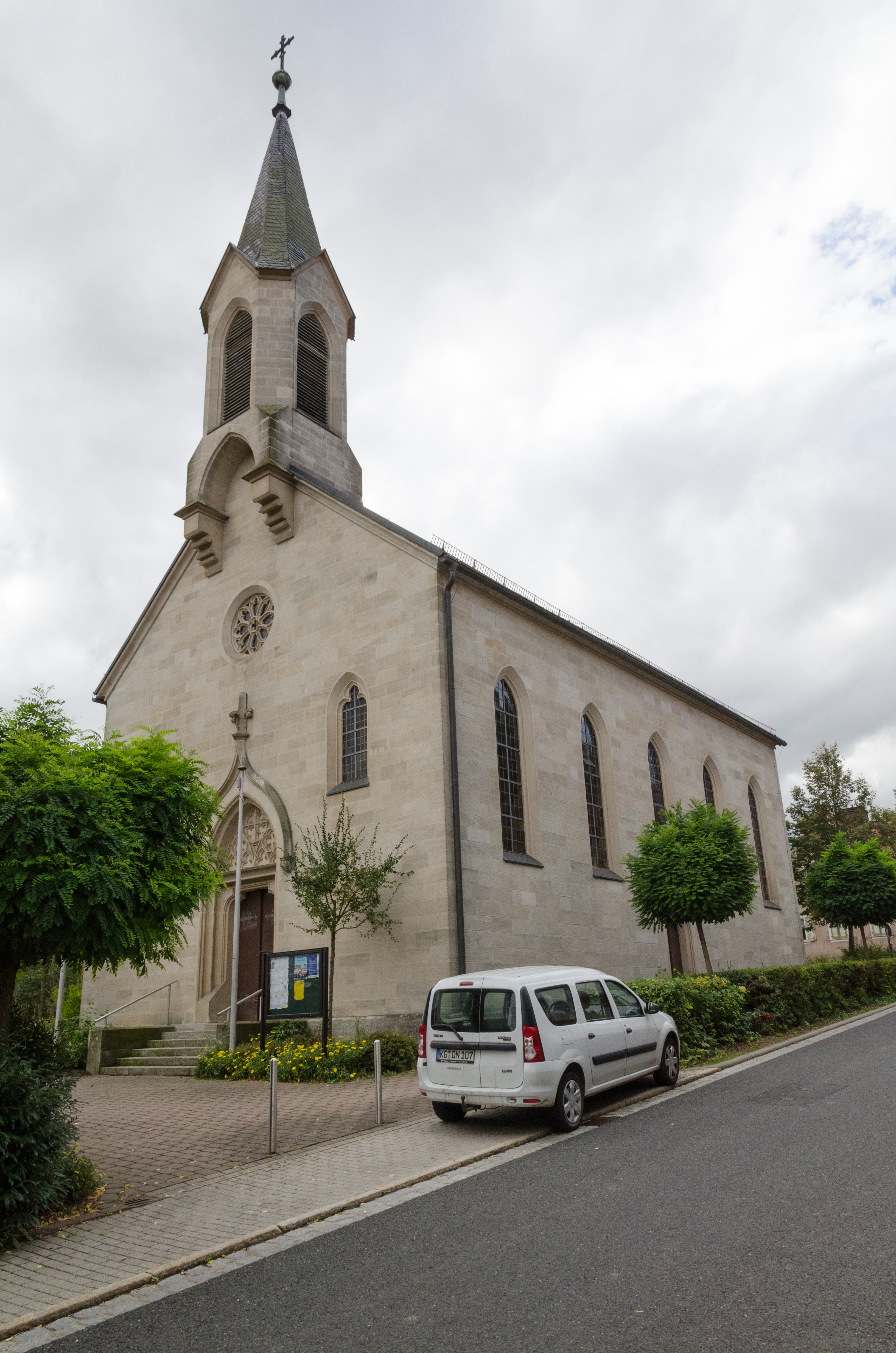
Die St. Alfons-Kirche von Maßbach

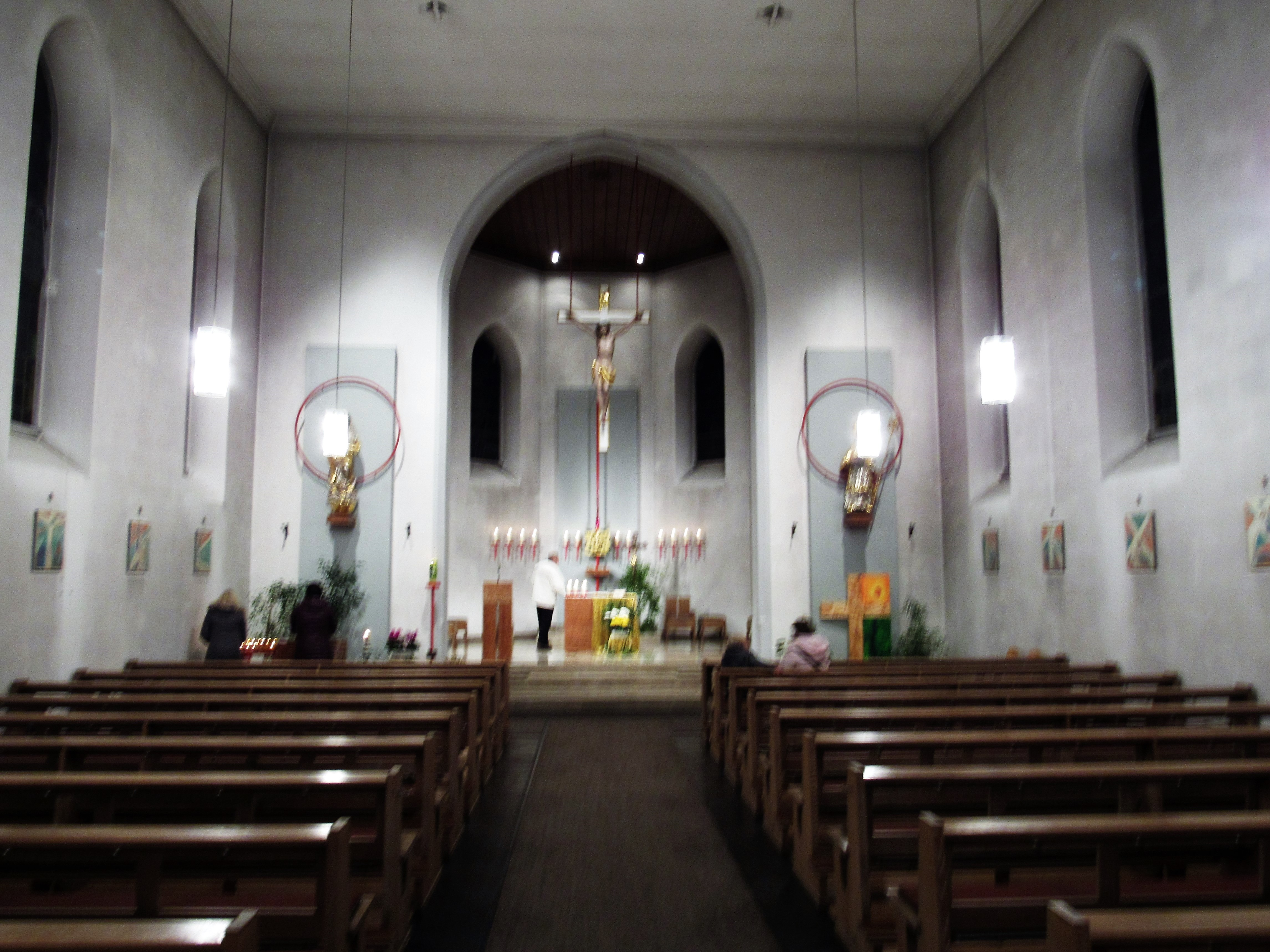
Inneres der St.-Alfons-Kirche

Die römisch-katholische Kirche St. Alfons in Maßbach, einem in unterfränkischen Markt ist dem heiligen Alfonso Maria de Liguori geweiht.
Die Kirche gehört zu den Baudenkmälern von Maßbach und ist unter der Nummer D-6-72-131-8 in der Bayerischen Denkmalliste registriert.

## Geschichte
Nachdem im 18. Jahrhundert der Versuch, eine katholische Kirche in Maßbach zu bauen, am Magistrat der Gemeinde gescheitert war, entstand von 1867 bis 1876 die heutige St.-Alfons-Kirche. Zunächst war das aus Sandstein errichtete Gebäude Filialkirche von Thundorf in Unterfranken.
Pfarrkirche von Maßbach wurde sie am 1. April 1952 mit Gründung der Pfarrei Maßbach. In den 1960er Jahren wurde die Inneneinrichtung komplett umgestaltet. Am 15. September 1967 fand die Weihe des neuen Altars statt.

## Beschreibung und Ausstattung
Der westliche Drei-Achtel-Chor besitzt zwei spitzbogige Fenster. Ein spitzer Chorbogen trennt ihn vom Langhaus mit fünf Fensterachsen. Die Fenster der Seitenwände sind gleichfalls spitzbogig, ebenso die beiden Fenster der westlichen Giebelwand. Über dem dortigen Hauptportal ist eine Rosette angeordnet. Über der Giebelwand erhebt sich der Dachreiter mit Rhombendach und spitzbogigen Schallfenstern.
Die flachgedeckte Kirche wurde in jüngster Zeit neu gestaltet. Über dem Chorbogen hängt ein Kruzifix. Links und rechts neben dem Chorbogen sind Figuren der Muttergottes und des Kirchenpatrons Alfons Maria von Liguori angebracht. Die Orgel steht auf der östlichen Empore.